# Milner Pass Road Camp Mess Hall and House
Le Milner Pass Road Camp Mess Hall and House est un bâtiment résidentiel américain dans le comté de Grand, dans le Colorado. Situé à proximité du lac Irene au sud-ouest du col Milner, il est protégé au sein du parc national de Rocky Mountain et est par ailleurs inscrit au Registre national des lieux historiques depuis le 20 juillet 1987.